# Y-O Ranch
Y-O Ranch és una concentració de població designada pel cens dels Estats Units a l'estat de Wyoming. Segons el cens del 2000 tenia 242 habitants.

## Demografia
Segons el cens del 2000, Y-O Ranch tenia 242 habitants, 83 habitatges, i 66 famílies. La densitat de població era de 38,3 habitants/km².
Dels 83 habitatges en un 42,2% hi vivien nens de menys de 18 anys, en un 68,7% hi vivien parelles casades, en un 7,2% dones solteres, i en un 19,3% no eren unitats familiars. En el 14,5% dels habitatges hi vivien persones soles el 3,6% de les quals corresponia a persones de 65 anys o més que vivien soles. El nombre mitjà de persones vivint en cada habitatge era de 2,92 i el nombre mitjà de persones que vivien en cada família era de 3,22.
Per edats la població es repartia de la següent manera: un 32,2% tenia menys de 18 anys, un 7,4% entre 18 i 24, un 33,1% entre 25 i 44, un 21,5% de 45 a 60 i un 5,8% 65 anys o més.
L'edat mediana era de 30 anys. Per cada 100 dones de 18 o més anys hi havia 102,5 homes.
La renda mediana per habitatge era de 32.273 $ i la renda mediana per família de 30.795 $. Els homes tenien una renda mediana de 23.750 $ mentre que les dones 18.542 $. La renda per capita de la població era de 12.188 $. Entorn del 13,6% de les famílies i el 19,3% de la població estaven per davall del llindar de pobresa.